# Leonidas Donskis
Leonidas Donskis, né le 13 mars 1962 à Klaipėda et mort le 21 septembre 2016 à Vilnius, est un philosophe et essayiste lituanien, élu au Parlement européen de 2009 à 2014.

## Biographie
Leonidas Donskis est élu au Parlement européen sur la liste du Mouvement libéral de la République de Lituanie lors des élections européennes de 2009.

## Publications
- (en) Troubled Identity and the Modern World, New York, Palgrave Macmillan, 2009,
- (en) Power and Imagination: Studies in Politics and Literature, New York, Peter Lang, 2008,
- (en) Loyalty, Dissent, and Betrayal: Modern Lithuania and East-Central European Moral Imagination, Amsterdam & New York, Rodopi, 2005,
- (en) Forms of Hatred: The Troubled Imagination in Modern Philosophy and Literature, Amsterdam & New York, Rodopi, 2003 ; VIBS-Value Inquiry Book Series Nomination pour le 2003 Best Book in Social Philosophy in North America ; VIBS 2003 Best Book Award,
- (en) Identity and Freedom: Mapping Nationalism and Social Criticism in Twentieth-Century Lithuania, Londres & New York, Routledge, 2002,
- (en) The End of Ideology and Utopia? Moral Imagination and Cultural Criticism in the Twentieth Century, New York, Peter Lang, 2000.